# Taipei chinois aux Jeux olympiques d'hiver de 2002
Le Taipei chinois participe aux Jeux olympiques d'hiver de 2002 à Salt Lake City. 

## Athlètes engagés
La délégation taïwanaise se compose de six athlètes athlètes repartis dans deux disciplines sportives : le bobsleigh et la luge.